# Heinz Kubsch
Heinz Kubsch (Essen, República de Weimar, 20 de julio de 1930-24 de octubre de 1993) fue un futbolista alemán que jugaba como guardameta.

## Fallecimiento
Murió el 24 de octubre de 1993 tras una larga enfermedad, a la edad de 63 años.

## Selección nacional
Fue internacional con la selección de Alemania Federal en 3 ocasiones. Fue campeón del mundo en 1954 sin jugar ningún partido.

### Participaciones en Copas del Mundo
| Mundial                        | Sede  | Resultado | Partidos | Goles |
| ------------------------------ | ----- | --------- | -------- | ----- |
| Copa Mundial de Fútbol de 1954 | Suiza | Campeón   | 0        | 0     |

## Clubes
| Club          | País             | Año       |
| ------------- | ---------------- | --------- |
| SF Katernberg | Alemania Federal | 1947-1953 |
| FK Pirmasens  | Alemania Federal | 1953-1961 |

## Palmarés

### Campeonatos regionales
| Título           | Club         | País             | Año  |
| ---------------- | ------------ | ---------------- | ---- |
| Oberliga Südwest | FK Pirmasens | Alemania Federal | 1958 |
| Oberliga Südwest | FK Pirmasens | Alemania Federal | 1959 |
| Oberliga Südwest | FK Pirmasens | Alemania Federal | 1960 |

### Copas internacionales
| Título                 | Selección        | Sede  | Año  |
| ---------------------- | ---------------- | ----- | ---- |
| Copa Mundial de Fútbol | Alemania Federal | Suiza | 1954 |

## Condecoraciones
| Distinción      | Año  |
| --------------- | ---- |
| Laurel de Plata | 1954 |